# Nicolas-François Canard
Pour les articles homonymes, voir Canard (homonymie).

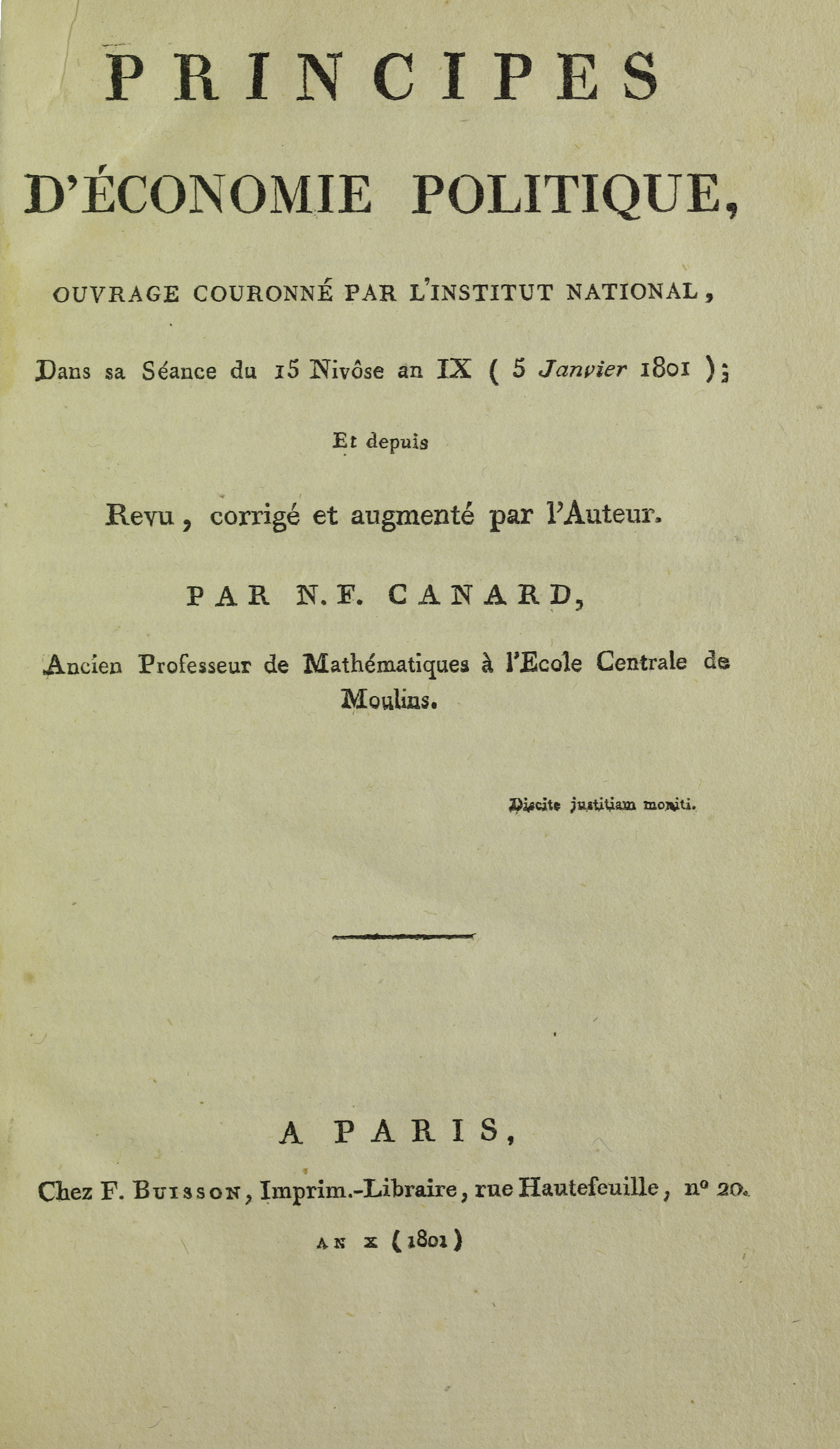
Principes d'économie politique.

Nicolas-François Canard, né le 2 décembre 1754 à Sézanne et mort le 28 août 1833 à Moulins,,, est un économiste français.

## Biographie
Il commence sa carrière en 1779 comme professeur de rhétorique pour les prêtres de la doctrine chrétienne à Chaumont puis à Vitry-le-François. À partir de 1782, il enseigne la philosophie au lycée de Moulins, où il côtoie Joseph Lakanal.
Il adhère le 18 août 1791 au club des Jacobins et il fréquente la société des idéologues. Il participe à la création des écoles centrales ; il est nommé professeur de mathématiques le 25 mars 1795 à l'école centrale du département de l'Allier. Il est révoqué en 1797 à la suite du coup d'État du 18 fructidor an V. Il participe à des concours de l'Institut de France qu'il remporte à plusieurs reprises. Il est alors réintégré en 1802 à l’école centrale de Moulins où il terminera sa carrière.
Il a épousé Élisabeth Groujus, avec qui il a eu une fille Élisabeth-Félicie Bayle-Mouillard (1796-1865), qui est devenue écrivain sous le nom de plume de Madame Celnart.

## Travaux
Il est connu pour ses apports en mathématiques économiques et ses thèses sur l'incidence fiscale qu'il développe dans son Principes d'économie politique en 1801, primé par l’Institut de France. Dans cette essais il réfute l'idée que tout impôt finissait par retomber sur la propriété foncière, puisque la terre produit tout. Pour lui ce n'est pas la terre, c'est le travail qui est productif. Comme l'impôt taxe le travail superflu (celui qui n'est pas nécessaire à la survie mais uniquement à l'accumulation de richesses), c'est toutes les rentes qui sont taxées par l'impôt. Il s'inspire là de l'idée des trois rentes présentée par Richard Cantillon.
Assez décrié en son temps, par exemple par Say ou Blanqui qui lui reprocheront son utilisation de l'algèbre dans les démonstrations, il a eu une influence certaine sur les travaux de Jean de Sismondi.
Il a aussi écrit :
- 1802 Mémoire sur le perfectionnement du jury.
- 1808 Traité élémentaire du calcul des inéquations.
- 1824 Éléments de météorologie ou Explication des cours et des effets de la gelée, de la neige, de la pluie, des vents, des trombs, etc..
- 1826 Mémoires sur les causes qui produisent la stagnation et la décroissement du commerce en France.